# Günter Kern

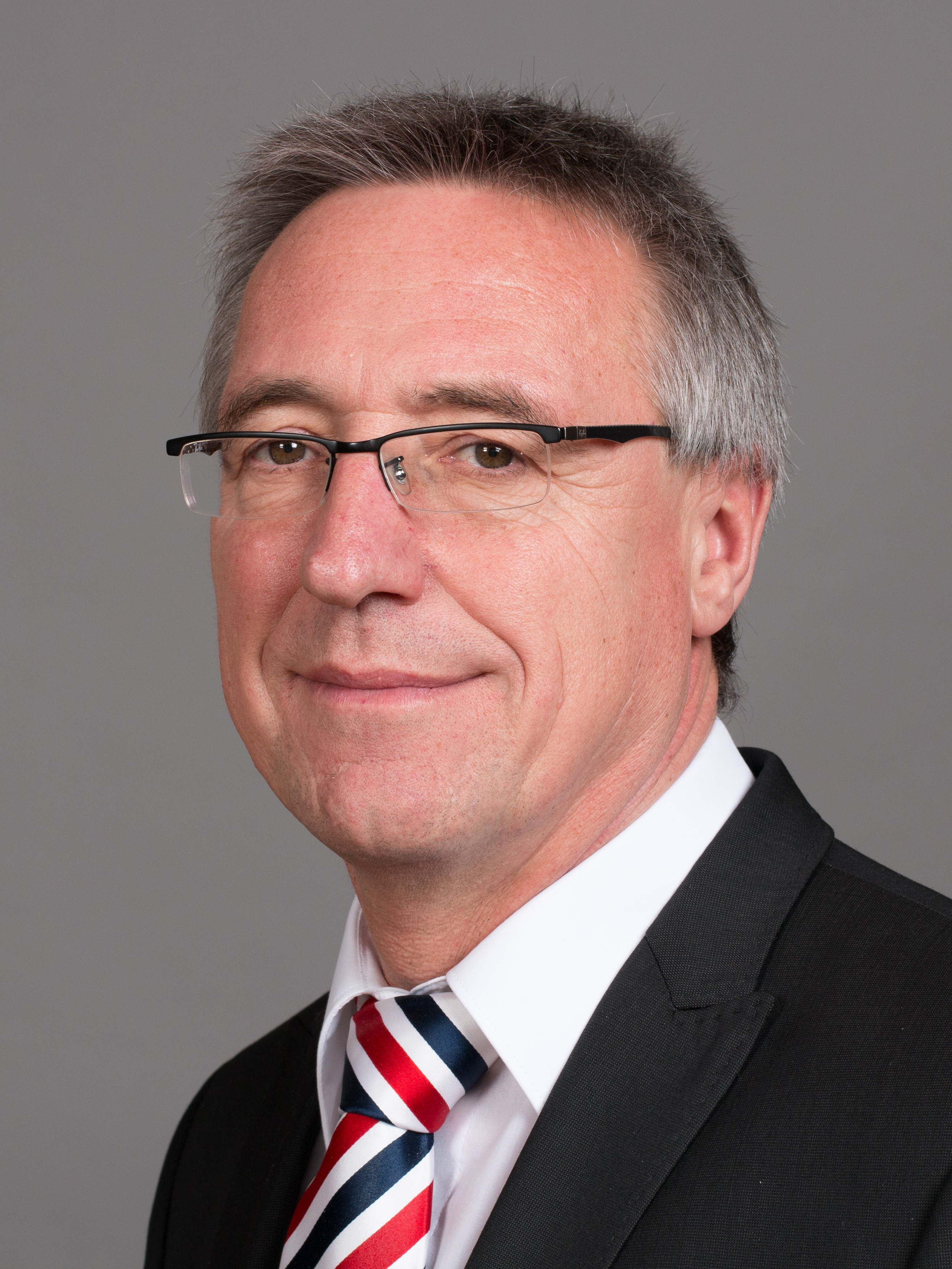
Günter Kern, 2014

Günter Kern (* 18. August 1956 in Weisel) ist ein deutscher Verwaltungsbeamter und Politiker (SPD) und ehemaliger Staatssekretär der rheinland-pfälzischen Landesregierung.

## Leben und Beruf
Nach dem Schulbesuch absolvierte Kern ab 1973 eine Verwaltungslehre bei der Verbandsgemeindeverwaltung Loreley. Anschließend durchlief er eine Ausbildung für den gehobenen Verwaltungsdienst, die er mit der Laufbahnprüfung an der Verwaltungsfachhochschule in Mayen abschloss. Darüber hinaus erwarb er das Verwaltungsdiplom bei der Verwaltungs- und Wirtschaftsakademie in Koblenz. 1979 wurde er Abteilungsleiter der Ordnungsabteilung der Verbandsgemeinde Loreley.
Er war aktiver Faustballer und spielte u. a. auch in der 2. Bundesliga und wurde außerdem im Jahr 2000 Deutscher Meister mit dem TV Weisel der Senioren (Altersklasse 40).
Günter Kern lebt in seiner Geburts- und Heimatgemeinde Weisel. Er ist verheiratet und hat drei Kinder.

## Politik
Kern trat in die SPD ein und war von 1991 bis 2003 Bürgermeister der Verbandsgemeinde Loreley. Am 6. Juli 2003 wurde er zum Landrat des Rhein-Lahn-Kreises gewählt. Dieses Amt übte er vom 1. September 2003 bis zum 31. Januar 2014 aus.
Am 1. Februar 2014 wurde er zum Staatssekretär im Ministerium des Innern, für Sport und Infrastruktur berufen. Im Februar 2019 wurde er in den einstweiligen Ruhestand versetzt.